# Buccinulum
Buccinulum is een geslacht van weekdieren uit de klasse van de Gastropoda (slakken).

## Soorten
- Buccinulum brunobrianoi Parth, 1993
- Buccinulum caudatum Powell, 1929 †
- Buccinulum colensoi (Suter, 1908)
- Buccinulum compactum (Suter, 1917) †
- Buccinulum flexicostatum Dell, 1956
- Buccinulum fuscozonatum (Suter, 1908)
- Buccinulum grindleyi Marwick, 1965 †
- Buccinulum linea (Martyn, 1784)
- Buccinulum lineare Reeve, 1846
- Buccinulum littorinoides (Reeve, 1846)
- Buccinulum longicolle Powell, 1929 †
- Buccinulum mariae Powell, 1940
- Buccinulum medium Hutton, 1885 †
- Buccinulum pallidum Finlay, 1928
- Buccinulum pansum Marwick, 1965 †
- Buccinulum pertinax (Martens, 1878)
- Buccinulum ponsonbyi (Sowerby III, 1889)
- Buccinulum protensum Powell, 1929 †
- Buccinulum queketti (E. A. Smith, 1901)
- Buccinulum rigidum Powell, 1929 †
- Buccinulum robustum Powell, 1929
- Buccinulum tetleyi Powell & Bartrum, 1929 †
- Buccinulum tuberculatum Powell, 1929 †
- Buccinulum vittatum (Quoy & Gaimard, 1833)
- Buccinulum wairarapaense Powell, 1938 †